# Rodungssiedlung

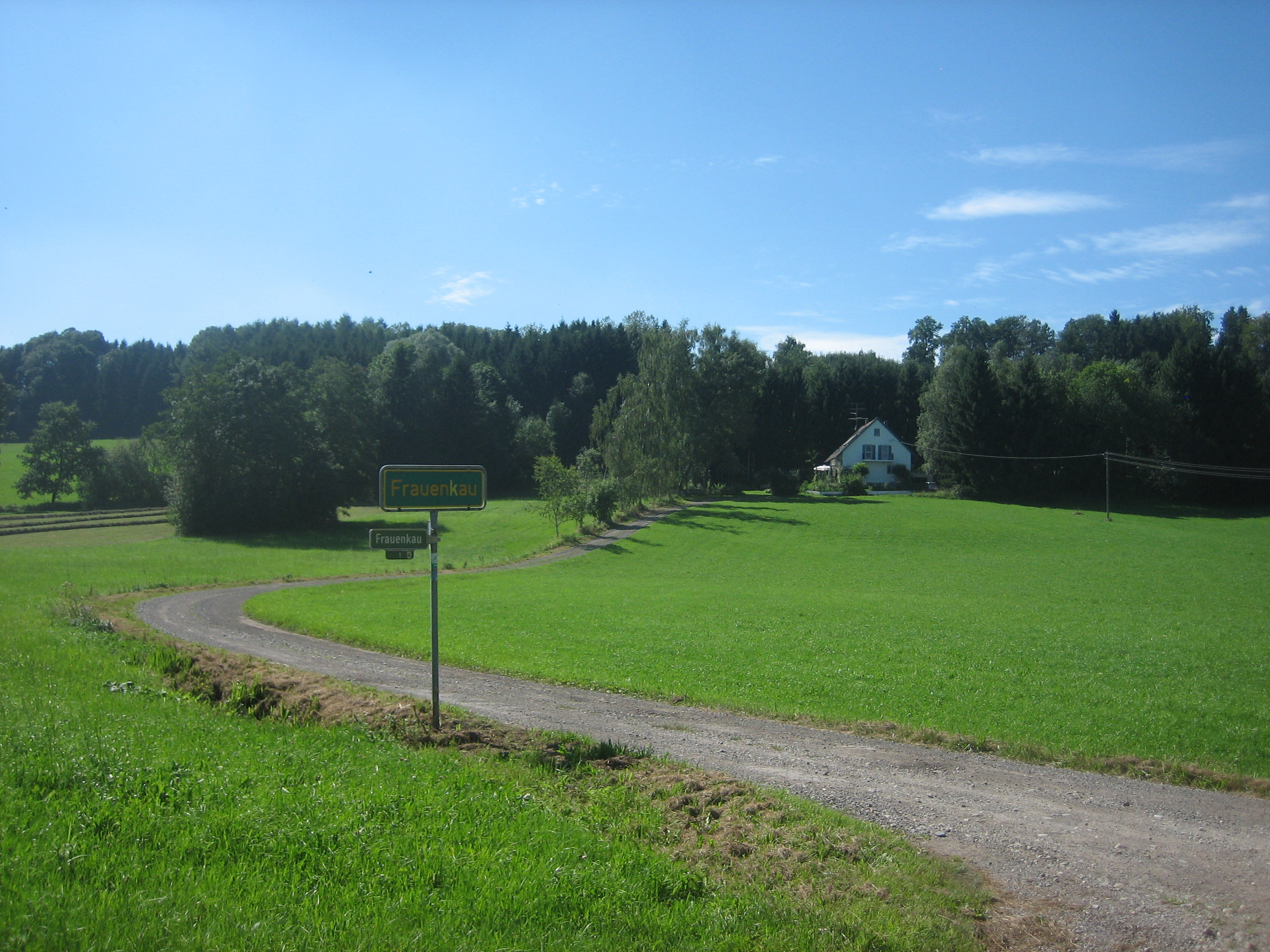
Rodungsweiler Frauenkau im Unterallgäu

Eine Rodungssiedlung ist eine Siedlungsform, bei der durch Waldrodung ein Stück Land für Siedlungszwecke urbar gemacht wurde. Geschichtliche Perioden, die besonders durch Rodungen und Besiedelungen gekennzeichnet sind, werden auch als Rodungszeit bezeichnet. Viele Orte, deren Namen die Wortteile rode oder rath beinhalten, deuten auf eine Rodungssiedlung hin, siehe hierzu Rodungsname.